# 清水達也 (事業家)
清水 達也（しみず たつや、1959年2月11日 - ）は、日本の事業家。

## 来歴
- 1977年に東京都立新宿高校、1982年早稲田大学を、それぞれ卒業[1]。大学卒業後、株式会社リクルート入社。じゃらんnetの立ち上げ責任者。その後、人材系事業の総責任者、取締役常務執行役員、リクルートエージェント代表取締役などを歴任。
- 2006年、リクルート退社後、米国UCバークレーに留学。2008年卒業。
- 2009年、ベネッセホールディングス経営企画部長。
- 2011年退社後、株式会社DEiBA Company （デアイバカンパニー）創業[2]。
- 社長業の傍ら千葉商科大学やビジネス・ブレークスルー大学にて講師を務める。

## 著書
- 「就活は順調かね? 君に伝えておきたい、就職で最も大切なこと」 文芸社、2012年、ISBN 978-4286127330